# فینال لیگ قهرمانان آسیا ۲۰۰۸
فینال لیگ قهرمانان آسیا ۲۰۰۸ مسابقه فینال بیست و هفتمین دوره رقابت‌های باشگاهی آسیا و ششمین دوره با نام لیگ قهرمانان آسیا بود که در سال ۲۰۰۸ برگزار شد و گامبا اوساکا با برتری برابر آدلاید یونایتد به مقام قهرمانی دست یافت.

## مسابقه
اولین بازی در ۵ نوامبر، وبازی دوم در ۱۲ نوامبر ۲۰۰۸ برگزار شده است.
| تیم ۱#       | نتایج | تیم ۲#         | بازی اول | بازی دوم |
| ------------ | ----- | -------------- | -------- | -------- |
| گامبا اوزاکا | ۰-۵   | آدلاید یونایتد | ۰-۳      | ۰-۲      |